# HD 158799
HD 158799，又名CD-4111742，SAO 228110、HR 6523，是一颗恒星，视星等为5.84，位于銀經348.27，銀緯-4.34，其B1900.0坐标为赤經17h 26m 4.2s，赤緯-41° -4.34′ 57″。